# Atrichopogon acanthocolpus
Atrichopogon acanthocolpus är en tvåvingeart som beskrevs av Ingram och John William Scott Macfie 1922. Atrichopogon acanthocolpus ingår i släktet Atrichopogon och familjen svidknott.
Artens utbredningsområde är Nigeria. Inga underarter finns listade i Catalogue of Life.